# نقنق
قرية نقنق هي إحدى القرى التابعة لمركز دار السلام بمحافظة سوهاج في جمهورية مصر العربية. حسب إحصاءات سنة 2006، بلغ إجمالي السكان في نقنق 13393 نسمة، منهم 6840 رجل و6553 امرأة.